# Pink Sparkle (EP)
A Pink Sparkle az ausztrál énekesnő Kylie Minogue promóciós EP-je, melyet Minogue azonos nevű parfümjéhez osztogattak 2010 júliusában több londoni üzletben. A középlemez egy dalt tartalmaz Minogue 11. stúdióalbumáról az Aphrodite címűről, amely az All the Lovers kislemez B. oldalán jelent meg, valamint három élő felvételt, melyet New Yorkban rögzítettek, és melyek megjelentek Minogue Kylie Live in New York című live albumán.

## A parfümről
A Pink Sparkle a Coty Inc. női illata, és Kylie Minogue hetedik jóváhagyott illata. A Pink Sparkle 2010-ben jelent meg, két hónappal Minogue 11. stúdióalbumának, az Aphrodite-nak a megjelenése előtt. Minogue szerint az illat egy "elegáns, jó közérzetet takar, amely az optimizmus és a vitalitás csodálatos helyére repít el". A parfüm üvege egy pezsgőspohárra hasonlít, amelynek a teteje olyan mint egy dugóhúzó. Ugyanebben az évben Minogue népszerűsítette az illatot a The Paul O'Grady showműsorban is. 2011-ben bejelentették 9. illatát a Dazzling Darling-ot, amely a Darling termékcsaládhoz tartozik. Minogue kijelentette, hogy az összes illat közül a Dazzling Darlingot hasonlítja önmagához, mondván "gyönyörűen nőies, és csábító, valamint nagyon lágy, és intim".
A Pink Sparkle rózsaszín grapefruit, fehér őszibarack, gyöngyvirág, tambac jázmin, gardénia, bourbon vanília, pézsma, citrus menta, lédús paradicsom, és bourbon vertiver illatát tartalmazza.
A Pink Sparkle POP 2011. november elején jelent meg, és korlátozott ideig volt elérhető.

## Design
A hivatalos információk szerint a parfüm üvegének ívelt formája pezsgőspohárra emlékeztet, mely lassú árnyalatú rózsaszín, és arany csillogó a "csillogó megjelenésért". Az ötletet a pezsgős dugók ihlették.

## Számlista
| #  | Cím                                                         | Hossz |
| -- | ----------------------------------------------------------- | ----- |
| 1. | Can't Beat the Feeling                                      | 4:10  |
| 2. | Go Hard or Go Home                                          | 3:43  |
| 3. | Boombox" / "Can't Get You Out of My Head (Live in New York) | 5:03  |
| 4. | Speakerphone (Live in New York)                             | 4:46  |
| 5. | I Believe in You (Live in New York)                         | 3:03  |